# IF Norvalla
IF Norvalla är en idrottsförening i Värö socken, Varbergs kommun, Hallands län. Namnet Norvalla är en kombination av Norvära och Stråvalla, två intilliggande Väröområden.
Föreningen har dam- och herrfotbollslag och bedriver ungdomsverksamhet. Varje år arrangerar man Norvalla marknad, som är en stor ”knallemarknad”.